# Sandown Shanklin
Sandown Shanklin var en civil parish från 1933 till 1974, i grevskapet Hampshire (nu Isle of Wight), i England. Civil parish var belägen 10 km från Newport och hade 14 386 invånare år 1961. Sandown Shanklin var ett distrikt från 1933 till 1974 då den blev en del av South Wight.